# Забіли
Забі́ли — український старшинський рід у XVI—XIX століттях на Чернігівщині.

## Покоління

### І покоління
- Михайло

### ІІ покоління
- Петро Михайлович (* 1580 — † 1689) — український державний діяч.
- Костянтин Михайлович (роки народження і смерті невідомі) — городовий отаман у Борзні (1664,1680,1683), брат Петра Забіли.

### ІІІ покоління

Іван Петрович Забіла молодший

- Іван Петрович (? — † 1678) — козацький сотник. У 1655 році учасник українського посольства до шведського короля Карла Х Густава, а в 1659 році — посол гетьмана Івана Виговського до Речі Посполитої.
- Тарас Петрович — борзнянський сотник (1669—1672).
- Степан Петрович (роки народження і смерті невідомі) — український військовий і державний діяч, син Петра Забіли. У 1672 році їздив з посольством від гетьмана Івана Самойловича до Москви. В 1678-83 роках — генеральний хорунжий, 1687-94 — полковник Ніжинський. Брав участь у Кримських походах 1687 і 1689 років. У 1687 році був одним з організаторів змови проти гетьмана Івана Самойловича.
- Василь Петрович (? — † 1690) — борзнянський сотник (1680, 1683).
- Іван Петрович-молодший (* 1665 — † 1713) — значковий товариш.

~ Ганна Василівна Дунін-Борковська (? — † 1713) — дочка генерального обозного.
- Тимофій Костянтинович — прохорський сотник (1701—1704), борзнянський городовий отаман (1712).

### IV покоління

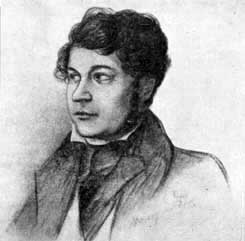
Забіла Віктор Миколайович

Забіла Нікіта Сергійович

- Тарас Тарасович — борзнянський сотник (1690—1709, 1711).
- Юрій Тарасович — ніжинський полковий хорунжий (1695, 1702).
- Михайло Тарасович — борзнянський сотник (1710—1727), ніжинський полковий суддя (1727—1729).
- Василь Степанович

~ Марія Василівна Кочубей — дочка генерального судді.

- Степан Степанович — бунчужний товариш.
- Семен Степанович — «мазепинець».

~ Ганна Іванівна Мирович — дочка переяславського полковника.
- Забіла Віктор МиколайовичАнастасія Степанівна
- Ганна Степанівна
- Данило Васильович

~ Агафія Іванівна Лисенко — дочка генерального осавула.
- Іван Васильович
- Іван Іванович — бунчужний товариш.

~ Параска Василівна Скоропадська
- Євдокія Іванівна — дружина Григорія Граб'янки.
- Микола Тимофійович — наказний сотник.

### V покоління
- Кирило Васильович Забіла (?—†1778), — мринський бунчужний товариш.

### Потомки
- Забіла Віктор Миколайович (1808 — 1869) — український поет.
- Забіла Пармен Петрович (1830 — 1917) — скульптор.
- Забіла-Врубель Надія Іванівна (1868 — 1913) —  оперна співачка
- Забіла Наталя Львівна  (1903 — 1985) — українська поетеса, прозаїк, драматург.
- Забіла Нікіта Сергійович  (2000—2023) — український військовослужбовець, солдат, учасник російсько-української війни.